# 2010–2011-es Európa-liga (egyenes kieséses szakasz)
A 2010–2011-es Európa-liga egyenes kieséses szakasza 2011. február 17-én kezdődött és május 18-án ért véget a dublini Aviva Stadionban rendezett döntővel. Az egyenes kieséses szakaszban 32 csapat vett részt, amelyek a csoportkör során a saját csoportjuk első két helyének valamelyikén, illetve az UEFA-bajnokok ligája csoportkörének harmadik helyén végeztek.
A döntő kivételével mindegyik mérkőzés oda-visszavágós rendszerben zajlott. A két találkozó végén az összesítésben jobbnak bizonyuló csapatok jutottak tovább a következő körbe. Ha az összesítésnél az eredmény döntetlen volt, akkor az idegenben több gólt szerző csapat jutott tovább. Amennyiben az idegenben lőtt gólok száma is azonos volt, akkor 30 perces hosszabbítást rendeztek a visszavágó rendes játékidejének lejárta után. Ha a 2x15 perces hosszabbításban gólt/gólokat szerzett mindkét együttes, és az összesített állás egyenlő volt, akkor a vendég csapat jutott tovább idegenben szerzett góllal/gólokkal. Gólnélküli hosszabbítás esetén büntetőpárbajra került sor.
A döntőt egy mérkőzés keretében rendezték meg. A rendes játékidő végén döntetlen esetén hosszabbítást játszottak, ha ezután is döntetlen lett volna az eredmény, akkor büntetőpárbaj következett volna.

## A legjobb 16 közé jutásért

### Sorsolás
A legjobb 16 közé jutásért és a nyolcaddöntők sorsolását 2010. december 17-én tartották.
A csapatok két kalapba kerültek.
- Kiemelt csapatok: az Európa-liga csoportkörének első helyezettjei, valamint az UEFA-bajnokok ligája csoportkörének négy legjobb harmadik helyezettje
- Nem kiemelt csapatok: az Európa-liga csoportkörének második helyezettjei, valamint az UEFA-bajnokok ligája csoportkörének másik négy harmadik helyezettje

A sorsolás során egy kiemelt csapat mellé egy nem kiemelt csapatot sorsoltak. Figyelembe vették, hogy azonos nemzetű együttesek, illetve az azonos csoportból továbbjutó csapatok nem szerepelhetnek egymás ellen.
A második kalapban szereplő csapatok játsszák az első mérkőzést hazai környezetben.
Továbbjutók az Európa-liga csoportköréből
| Első helyezettek (kiemeltek)       | Második helyezettek (nem kiemeltek) |
| ---------------------------------- | ----------------------------------- |
| Manchester City (A csoport)        | Lech Poznań (A csoport)             |
| Bayer Leverkusen (B csoport)       | Árisz (B csoport)                   |
| Sporting CP (C csoport)            | Lille OSC (C csoport)               |
| Villarreal (D csoport)             | PAÓK (D csoport)                    |
| Dinamo Kijiv (E csoport)           | BATE (E csoport)                    |
| CSZKA Moszkva (F csoport)          | Sparta Praha (F csoport)            |
| Zenyit (G csoport)                 | Anderlecht (G csoport)              |
| Stuttgart (H csoport)              | Young Boys (H csoport)              |
| PSV Eindhoven (I csoport)          | Metaliszt Harkiv (I csoport)        |
| Paris Saint-Germain FC (J csoport) | Sevilla (J csoport)                 |
| Liverpool (K csoport)              | SSC Napoli (K csoport)              |
| Porto (L csoport)                  | Beşiktaş JK (L csoport)             |

Továbbjutók az UEFA-bajnokok ligája csoportköréből
Harmadik helyezettek sorrendje
| Csoport | Csapat           | M | Gy | D | V | G+ | G– | Gk | P |
| ------- | ---------------- | - | -- | - | - | -- | -- | -- | - |
| F       | Szpartak Moszkva | 6 | 3  | 0 | 3 | 7  | 10 | –3 | 9 |
| H       | SC Braga         | 6 | 3  | 0 | 3 | 5  | 11 | –6 | 9 |
| G       | Ajax             | 6 | 2  | 1 | 3 | 6  | 10 | –4 | 7 |
| A       | Twente           | 6 | 1  | 3 | 2 | 9  | 11 | –2 | 6 |
| D       | Rubin Kazany     | 6 | 1  | 3 | 2 | 2  | 4  | –2 | 6 |
| E       | FC Basel         | 6 | 2  | 0 | 4 | 8  | 11 | –3 | 6 |
| C       | Rangers          | 6 | 1  | 3 | 2 | 3  | 6  | –3 | 6 |
| B       | Benfica          | 6 | 2  | 0 | 4 | 7  | 12 | –5 | 6 |

| Legjobb négy harmadik helyezett (kiemeltek) | Másik négy harmadik helyezett (nem kiemeltek) |
| ------------------------------------------- | --------------------------------------------- |
| Szpartak Moszkva (F csoport)                | Rubin Kazany (D csoport)                      |
| SC Braga (H csoport)                        | FC Basel (E csoport)                          |
| Ajax (G csoport)                            | Rangers (C csoport)                           |
| Twente (A csoport)                          | Benfica (B csoport)                           |

### Párosítások
| 1. csapat        | Össz.Tooltip Aggregate score | 2. csapat           | 1. mérk. | 2. mérk. |
| ---------------- | ---------------------------- | ------------------- | -------- | -------- |
| SSC Napoli       | 1–2                          | Villarreal          | 0–0      | 1–2      |
| Rangers          | 3–3 (i.g.)                   | Sporting            | 1–1      | 2–2      |
| Sparta Praha     | 0–1                          | Liverpool           | 0–0      | 0–1      |
| Anderlecht       | 0–5                          | Ajax                | 0–3      | 0–2      |
| Lech Poznań      | 1–2                          | SC Braga            | 1–0      | 0–2      |
| Beşiktaş JK      | 1–8                          | Dinamo Kijiv        | 1–4      | 0–4      |
| FC Basel         | 3–4                          | Szpartak Moszkva    | 2–3      | 1–1      |
| Young Boys       | 3–4                          | Zenyit              | 2–1      | 1–3      |
| Árisz            | 0–3                          | Manchester City     | 0–0      | 0–3      |
| PAÓK             | 1–2                          | CSZKA Moszkva       | 0–1      | 1–1      |
| Sevilla          | 2–2 (i.g.)                   | Porto               | 1–2      | 0–1      |
| Rubin Kazany     | 2–4                          | Twente              | 0–2      | 2–2      |
| Lille OSC        | 3–5                          | PSV Eindhoven       | 2–2      | 1–3      |
| Benfica          | 4–1                          | Stuttgart           | 2–1      | 2–0      |
| BATE             | 2–2 (i.g.)                   | Paris Saint-Germain | 2–2      | 0–0      |
| Metaliszt Harkiv | 0–6                          | Bayer Leverkusen    | 0–4      | 0–2      |

### 1. mérkőzések
| 2011. február 15. 18:00 |

| Árisz | 0–0               | Manchester City |
| ----- | ----------------- | --------------- |
|       | (0–0) Jegyzőkönyv |                 |

| Kleánthisz Vikelídisz Stadion, Szaloniki Nézőszám: 18 812 Játékvezető: Alberto Undiano Mallenco (spanyol) |

| 2011. február 17. 13:001 |

| Rubin Kazany | 0–2               | Twente                    |
| ------------ | ----------------- | ------------------------- |
|              | (0–0) Jegyzőkönyv | De Jong 77' Wisgerhof 88' |

| Luzsnyiki Stadion, Moszkva1 Nézőszám: 567 Játékvezető: Robert Schörgenhofer (osztrák) |

| 2011. február 17. 17:002 |

| Metaliszt Harkiv | 0–4               | Bayer Leverkusen                      |
| ---------------- | ----------------- | ------------------------------------- |
|                  | (0–1) Jegyzőkönyv | Derdiyok 23' Castro 72' Sam 90' 90+2' |

| Metaliszt Stadion, Harkiv Nézőszám: 35 216 Játékvezető: Serge Gumienny (belga) |

| 2011. február 17. 19:00 |

| SSC Napoli | 0–0         | Villarreal |
| ---------- | ----------- | ---------- |
|            | Jegyzőkönyv |            |

| San Paolo stadion, Nápoly Nézőszám: 47 529 Játékvezető: Mark Clattenburg (angol) |

| 2011. február 17. 19:00 |

| Anderlecht | 0–3               | Ajax                                         |
| ---------- | ----------------- | -------------------------------------------- |
|            | (0–1) Jegyzőkönyv | Alderweireld 32' Eriksen 59' El Hamdaoui 68' |

| Constant Vanden Stock Stadion, Brüsszel Nézőszám: 21 195 Játékvezető: Gianluca Rocchi (olasz) |

| 2011. február 17. 19:00 |

| Lech Poznań | 1–0               | SC Braga |
| ----------- | ----------------- | -------- |
| Rudņevs 72' | (0–0) Jegyzőkönyv |          |

| Stadion Miejski, Poznań Nézőszám: 29 1333 Játékvezető: Vladislav Bezborodov (orosz) |

| 2011. február 17. 19:00 |

| Beşiktaş JK  | 1–4               | Dinamo Kijiv                                                  |
| ------------ | ----------------- | ------------------------------------------------------------- |
| Quaresma 37' | (1–1) Jegyzőkönyv | Vukojević 27' Sevcsenko 50' Yussuf 56' Huszjev 90' (11-esből) |

| İnönü Stadion, Isztambul Nézőszám: 21 809 Játékvezető: Pedro Proença (portugál) |

| 2011. február 17. 19:00 |

| Benfica              | 2–1               | Stuttgart  |
| -------------------- | ----------------- | ---------- |
| Cardozo 70' Jara 81' | (0–1) Jegyzőkönyv | Harnik 21' |

| Estádio da Luz, Lisszabon Nézőszám: 44 852 Játékvezető: Eric Braamhaar (holland) |

| 2011. február 17. 19:00 |

| BATE                       | 2–2               | Paris Saint-Germain      |
| -------------------------- | ----------------- | ------------------------ |
| Bressan 16' Gordeichuk 81' | (1–1) Jegyzőkönyv | Mevlüt 30' Luyindula 89' |

| Dinamo Stadion, Minszk4 Nézőszám: 6080 Játékvezető: Alon Yefet (izraeli) |

| 2011. február 17. 21:05 |

| Rangers       | 1–1               | Sporting      |
| ------------- | ----------------- | ------------- |
| Whittaker 66' | (0–0) Jegyzőkönyv | Fernández 89' |

| Ibrox Stadion, Glasgow Nézőszám: 34 095 Játékvezető: Manuel Gräfe (német) |

| 2011. február 17. 21:05 |

| Sparta Praha | 0–0         | Liverpool |
| ------------ | ----------- | --------- |
|              | Jegyzőkönyv |           |

| Generali Arena, Prága Nézőszám: 17 569 Játékvezető: Florian Meyer (német) |

| 2011. február 17. 21:05 |

| FC Basel              | 2–3               | Szpartak Moszkva                          |
| --------------------- | ----------------- | ----------------------------------------- |
| Frei 36' Streller 41' | (2–0) Jegyzőkönyv | D. Kombarov 61' Dzyuba 70' Ananidze 90+2' |

| St. Jakob-Park, Bázel Nézőszám: 13 073 Játékvezető: Alekszandar Sztavrev (macedón) |

| 2011. február 17. 21:05 |

| Young Boys             | 2–1               | Zenyit        |
| ---------------------- | ----------------- | ------------- |
| Lulić 46' Mayuka 90+4' | (0–1) Jegyzőkönyv | Lombaerts 20' |

| Stade de Suisse, Bern Nézőszám: 15 026 Játékvezető: Anasztásziosz Kákosz (görög) |

| 2011. február 17. 21:05 |

| PAÓK | 0–1               | CSZKA Moszkva |
| ---- | ----------------- | ------------- |
|      | (0–1) Jegyzőkönyv | Necid 29'     |

| Túmbasz Stadion, Szaloniki Nézőszám: 22 245 Játékvezető: Andre Marriner (angol) |

| 2011. február 17. 21:05 |

| Sevilla     | 1–2               | Porto                  |
| ----------- | ----------------- | ---------------------- |
| Kanouté 65' | (0–0) Jegyzőkönyv | Rolando 58' Guarín 85' |

| Estadio Ramón Sánchez Pizjuán, Sevilla Nézőszám: 21 555 Játékvezető: Craig Thomson (skót) |

| 2011. február 17. 21:05 |

| Lille OSC            | 2–2               | PSV Eindhoven          |
| -------------------- | ----------------- | ---------------------- |
| Gueye 6' de Melo 31' | (2–0) Jegyzőkönyv | Bouma 83' Toivonen 84' |

| Stadium Lille-Metropole, Villeneuve-d’Ascq Nézőszám: 16 951 Játékvezető: Alexandru Dan Tudor (román) |

- 1. A mérkőzést a Luzsnyiki Stadionban játszották, mert Kazányban a hideg időjárás miatt a pálya fagyott volt. A kezdési időt közép-európai idő szerint 13 órára, helyi idő szerint 15 órára módosították a hideg időjárás miatt.[1]
- 2. A mérkőzés kezdési idejét közép-európai idő szerint 17 órára, helyi idő szerint 18 órára módosították a hideg időjárás miatt.[2]
- 3. Az UEFA maximalizálta a nézőszámot a Stadion Miejskiben, biztonsági okok miatt.[3]
- 4. A BATE a hazai mérkőzését a minszki Dinamo Stadionban játszotta, mert a hazai Haradzki Stadionjuk nem felelt meg az UEFA előírásainak.

### 2. mérkőzések
| 2011. február 22. 18:00 |

| CSZKA Moszkva   | 1–1               | PAÓK           |
| --------------- | ----------------- | -------------- |
| Ignashevich 80' | (0–0) Jegyzőkönyv | Muslimović 67' |

| Luzsnyiki Stadion, Moszkva Nézőszám: 10 500 Játékvezető: Laurent Duhamel (francia) |

| 2011. február 23. 18:00 |

| Porto | 0–1               | Sevilla     |
| ----- | ----------------- | ----------- |
|       | (0–0) Jegyzőkönyv | Fabiano 71' |

| Estádio do Dragão, Porto Nézőszám: 35 609 Játékvezető: Howard Webb (angol) |

| 2011. február 24. 17:00 |

| Zenyit                              | 3–1               | Young Boys |
| ----------------------------------- | ----------------- | ---------- |
| Lazović 41' Szemak 52' Zsirokov 76' | (1–1) Jegyzőkönyv | Jemal 21'  |

| Petrovszkij Stadion, Szentpétervár Nézőszám: 17 500 Játékvezető: Kristinn Jakobsson (izland) |

| 2011. február 24. 19:00 |

| Sporting               | 2–2               | Rangers             |
| ---------------------- | ----------------- | ------------------- |
| Mendes 42' Yannick 83' | (1–1) Jegyzőkönyv | Diouf 20' Edu 90+2' |

| Estádio José Alvalade, Lisszabon Nézőszám: 15 375 Játékvezető: Paolo Tagliavento (olasz) |

| 2011. február 24. 19:00 |

| Liverpool | 1–0               | Sparta Praha |
| --------- | ----------------- | ------------ |
| Kuijt 86' | (0–0) Jegyzőkönyv |              |

| Anfield, Liverpool Nézőszám: 42 949 Játékvezető: Milorad Mažić (szerb) |

| 2011. február 24. 19:00 |

| Szpartak Moszkva | 1–1               | FC Basel         |
| ---------------- | ----------------- | ---------------- |
| McGeady 90+1'    | (0–1) Jegyzőkönyv | Chipperfield 15' |

| Luzsnyiki Stadion, Moszkva Nézőszám: 14 900 Játékvezető: Cristian Balaj (román) |

| 2011. február 24. 19:00 |

| PSV Eindhoven                      | 3–1               | Lille OSC |
| ---------------------------------- | ----------------- | --------- |
| Dzsudzsák 55' Lens 67' Marcelo 73' | (0–1) Jegyzőkönyv | Frau 22'  |

| Philips Stadion, Eindhoven Nézőszám: 28 000 Játékvezető: Eduardo Iturralde González (spanyol) |

| 2011. február 24. 19:00 |

| Bayer Leverkusen       | 2–0               | Metaliszt Harkiv |
| ---------------------- | ----------------- | ---------------- |
| Rolfes 47' Ballack 70' | (2–0) Jegyzőkönyv |                  |

| BayArena, Leverkusen Nézőszám: 16 212 Játékvezető: William Collum (skót) |

| 2011. február 24. 21:05 |

| Villarreal             | 2–1               | SSC Napoli |
| ---------------------- | ----------------- | ---------- |
| Nilmar 42' Rossi 45+1' | (2–1) Jegyzőkönyv | Hamšík 18' |

| Estadio El Madrigal, Villarreal Nézőszám: 21 061 Játékvezető: Cüneyt Çakır (török) |

| 2011. február 24. 21:05 |

| Ajax              | 2–0               | Anderlecht |
| ----------------- | ----------------- | ---------- |
| Sulejmani 11' 17' | (2–0) Jegyzőkönyv |            |

| Amsterdam Arena, Amszterdam Nézőszám: 42 591 Játékvezető: Martin Hansson (svéd) |

| 2011. február 24. 21:05 |

| SC Braga         | 2–0               | Lech Poznań |
| ---------------- | ----------------- | ----------- |
| Alan 8' Lima 36' | (2–0) Jegyzőkönyv |             |

| Braga városi stadion, Braga Nézőszám: 10 007 Játékvezető: Markus Strömbergsson (svéd) |

| 2011. február 24. 21:05 |

| Dinamo Kijiv                                          | 4–0               | Beşiktaş JK |
| ----------------------------------------------------- | ----------------- | ----------- |
| Vukojević 3' Yarmolenko 55' Husyev 64' Shevchenko 74' | (1–0) Jegyzőkönyv |             |

| Dinamo Stadion, Kijev Nézőszám: 15 300 Játékvezető: Tony Chapron (francia) |

| 2011. február 24. 21:05 |

| Manchester City           | 3–0               | Árisz |
| ------------------------- | ----------------- | ----- |
| Džeko 7' 12' Y. Touré 75' | (2–0) Jegyzőkönyv |       |

| City of Manchester Stadion, Manchester Nézőszám: 36 748 Játékvezető: Pavel Kralovec (cseh) |

| 2011. február 24. 21:05 |

| Twente                    | 2–2               | Rubin Kazany          |
| ------------------------- | ----------------- | --------------------- |
| Janssen 45+1' Douglas 47' | (1–2) Jegyzőkönyv | Ansaldi 22' Noboa 24' |

| De Grolsch Veste, Enschede Nézőszám: 23 000 Játékvezető: Marcin Borski (lengyel) |

| 2011. február 24. 21:05 |

| Stuttgart | 0–2               | Benfica                |
| --------- | ----------------- | ---------------------- |
|           | (0–1) Jegyzőkönyv | Salvio 31' Cardozo 78' |

| Mercedes-Benz Arena, Stuttgart Nézőszám: 25 800 Játékvezető: Mike Dean (angol) |

| 2011. február 24. 21:05 |

| Paris Saint-Germain | 0–0         | BATE |
| ------------------- | ----------- | ---- |
|                     | Jegyzőkönyv |      |

| Parc des Princes, Párizs Nézőszám: 17 717 Játékvezető: Kevin Blom (holland) |

## Nyolcaddöntők
| 1. csapat        | Össz.Tooltip Aggregate score | 2. csapat           | 1. mérk. | 2. mérk. |
| ---------------- | ---------------------------- | ------------------- | -------- | -------- |
| Benfica          | 3–2                          | Paris Saint-Germain | 2–1      | 1–1      |
| Dinamo Kijiv     | 2–1                          | Manchester City     | 2–0      | 0–1      |
| Twente           | 3–2                          | Zenyit              | 3–0      | 0–2      |
| CSZKA Moszkva    | 1–3                          | Porto               | 0–1      | 1–2      |
| PSV Eindhoven    | 1–0                          | Rangers             | 0–0      | 1–0      |
| Bayer Leverkusen | 3–5                          | Villarreal          | 2–3      | 1–2      |
| Ajax             | 0–4                          | Szpartak Moszkva    | 0–1      | 0–3      |
| SC Braga         | 1–0                          | Liverpool           | 1–0      | 0–0      |

### 1. mérkőzések
| 2011. március 10. 19:00 |

| CSZKA Moszkva | 0–1               | Porto      |
| ------------- | ----------------- | ---------- |
|               | (0–0) Jegyzőkönyv | Guarín 70' |

| Luzsnyiki Stadion, Moszkva Nézőszám: 19 994 Játékvezető: Robert Schörgenhofer (osztrák) |

| 2011. március 10. 19:00 |

| PSV Eindhoven | 0–0         | Rangers |
| ------------- | ----------- | ------- |
|               | Jegyzőkönyv |         |

| Philips Stadion, Eindhoven Nézőszám: 26 000 Játékvezető: Martin Hansson (svéd) |

| 2011. március 10. 19:00 |

| Bayer Leverkusen      | 2–3               | Villarreal                 |
| --------------------- | ----------------- | -------------------------- |
| Kadlec 33' Castro 72' | (1–1) Jegyzőkönyv | Rossi 42' Nilmar 70' 90+4' |

| BayArena, Leverkusen Nézőszám: 20 126 Játékvezető: Paolo Tagliavento (olasz) |

| 2011. március 10. 19:00 |

| SC Braga            | 1–0               | Liverpool |
| ------------------- | ----------------- | --------- |
| Alan 18' (11-esből) | (1–0) Jegyzőkönyv |           |

| Braga városi stadion, Braga Nézőszám: 12 991 Játékvezető: Serge Gumienny (belga) |

| 2011. március 10. 21:05 |

| Benfica              | 2–1               | Paris Saint-Germain |
| -------------------- | ----------------- | ------------------- |
| Pereira 42' Jara 81' | (1–1) Jegyzőkönyv | Luyindula 14'       |

| Estádio da Luz, Lisszabon Nézőszám: 33 928 Játékvezető: Pavel Kralovec (cseh) |

| 2011. március 10. 21:05 |

| Dinamo Kijiv              | 2–0               | Manchester City |
| ------------------------- | ----------------- | --------------- |
| Sevcsenko 25' Huszjev 77' | (1–0) Jegyzőkönyv |                 |

| Dinamo Stadion, Kijev Nézőszám: 16 315 Játékvezető: Florian Meyer (német) |

| 2011. március 10. 21:05 |

| Twente                         | 3–0               | Zenyit |
| ------------------------------ | ----------------- | ------ |
| De Jong 25' 90+2' Landzaat 56' | (1–0) Jegyzőkönyv |        |

| De Grolsch Veste, Enschede Nézőszám: 20 750 Játékvezető: Mark Clattenburg (angol) |

| 2011. március 10. 21:05 |

| Ajax | 0–1               | Szpartak Moszkva |
| ---- | ----------------- | ---------------- |
|      | (0–0) Jegyzőkönyv | Alex 57'         |

| Amsterdam Arena, Amszterdam Nézőszám: 32 841 Játékvezető: Manuel Gräfe (német) |

### 2. mérkőzések
| 2011. március 17. 19:00 |

| Paris Saint-Germain | 1–1               | Benfica    |
| ------------------- | ----------------- | ---------- |
| Bodmer 35'          | (1–1) Jegyzőkönyv | Gaitán 27' |

| Parc des Princes, Párizs Nézőszám: 40 193 Játékvezető: William Collum (skót) |

| 2011. március 17. 19:00 |

| Manchester City | 1–0               | Dinamo Kijiv |
| --------------- | ----------------- | ------------ |
| Kolarov 39'     | (1–0) Jegyzőkönyv |              |

| City of Manchester Stadion, Manchester Nézőszám: 27 816 Játékvezető: Cüneyt Çakır (török) |

| 2011. március 17. 19:00 |

| Zenyit                    | 2–0               | Twente |
| ------------------------- | ----------------- | ------ |
| Sirokov 16' Kerzsakov 38' | (2–0) Jegyzőkönyv |        |

| Petrovszkij Stadion, Szentpétervár Nézőszám: 21 500 Játékvezető: Jonas Eriksson (svéd) |

| 2011. március 17. 19:00 |

| Szpartak Moszkva                      | 3–0               | Ajax |
| ------------------------------------- | ----------------- | ---- |
| D. Kombarov 21' Welliton 30' Alex 54' | (2–0) Jegyzőkönyv |      |

| Luzsnyiki Stadion, Moszkva Nézőszám: 45 000 Játékvezető: Martin Atkinson (angol) |

| 2011. március 17. 21:05 |

| Porto              | 2–1               | CSZKA Moszkva |
| ------------------ | ----------------- | ------------- |
| Hulk 1' Guarín 24' | (2–1) Jegyzőkönyv | Tošić 29'     |

| Estádio do Dragão, Porto Nézőszám: 32 712 Játékvezető: Kevin Blom (holland) |

| 2011. március 17. 21:05 |

| Rangers | 0–1               | PSV Eindhoven |
| ------- | ----------------- | ------------- |
|         | (0–1) Jegyzőkönyv | Lens 14'      |

| Ibrox Stadion, Glasgow Nézőszám: 35 373 Játékvezető: Robert Schörgenhofer (osztrák) |

| 2011. március 17. 21:05 |

| Villarreal                  | 2–1               | Bayer Leverkusen |
| --------------------------- | ----------------- | ---------------- |
| Santi Cazorla 33' Rossi 61' | (1–0) Jegyzőkönyv | Derdiyok 82'     |

| Estadio El Madrigal, Villarreal Nézőszám: 23 000 Játékvezető: Björn Kuipers (holland) |

| 2011. március 17. 21:05 |

| Liverpool | 0–0         | SC Braga |
| --------- | ----------- | -------- |
|           | Jegyzőkönyv |          |

| Anfield, Liverpool Nézőszám: 37 494 Játékvezető: Gianluca Rocchi (olasz) |

## Negyeddöntők
A negyeddöntők és a további mérkőzések sorsolását 2011. március 18-án tartották.
| 1. csapat    | Össz.Tooltip Aggregate score | 2. csapat        | 1. mérk. | 2. mérk. |
| ------------ | ---------------------------- | ---------------- | -------- | -------- |
| Porto        | 10–3                         | Szpartak Moszkva | 5–1      | 5–2      |
| Benfica      | 6–3                          | PSV Eindhoven    | 4–1      | 2–2      |
| Villarreal   | 8–2                          | Twente           | 5–1      | 3–1      |
| Dinamo Kijiv | 1–1 (i.g.) 1                 | SC Braga         | 1–1      | 0–0      |

- 1. A pályaválasztói jogot az eredeti sorsoláshoz képest felcserélték.

### 1. mérkőzések
| 2011. április 7. 21:05 |

| Porto                                      | 5–1               | Szpartak Moszkva |
| ------------------------------------------ | ----------------- | ---------------- |
| Falcao 38' 84' 90+2' Varela 65' Maicon 70' | (1–0) Jegyzőkönyv | K. Kombarov 71'  |

| Estádio do Dragão, Porto Nézőszám: 38 209 Játékvezető: Serge Gumienny (belga) |

| 2011. április 7. 21:05 |

| Benfica                                | 4–1               | PSV Eindhoven |
| -------------------------------------- | ----------------- | ------------- |
| Aimar 37' Salvio 45' 52' Saviola 90+4' | (2–0) Jegyzőkönyv | Labyad 80'    |

| Estádio da Luz, Lisszabon Nézőszám: 60 026 Játékvezető: Paolo Tagliavento (olasz) |

| 2011. április 7. 21:05 |

| Villarreal                                         | 5–1               | Twente      |
| -------------------------------------------------- | ----------------- | ----------- |
| Marchena 22' Valero 43' Nilmar 45+1' 80' Rossi 55' | (3–0) Jegyzőkönyv | Janko 90+1' |

| Estadio El Madrigal, Villarreal Nézőszám: 19 094 Játékvezető: Aleksei Nikolaev (orosz) |

| 2011. április 7. 21:05 |

| Dinamo Kijiv  | 1–1               | SC Braga            |
| ------------- | ----------------- | ------------------- |
| Yarmolenko 6' | (1–1) Jegyzőkönyv | Huszjev 13' (öngól) |

| Dinamo Stadion, Kijev Nézőszám: 16 150 Játékvezető: Björn Kuipers (holland) |

### 2. mérkőzések
| 2011. április 14. 19:00 |

| Szpartak Moszkva   | 2–5               | Porto                                                        |
| ------------------ | ----------------- | ------------------------------------------------------------ |
| Dzyuba 52' Ari 72' | (0–2) Jegyzőkönyv | Hulk 28' C. Rodríguez 45+2' Guarín 47' Falcao 54' Micael 89' |

| Luzsnyiki Stadion, Moszkva Nézőszám: 20 000 Játékvezető: Kassai Viktor (magyar) |

| 2011. április 14. 21:05 |

| PSV Eindhoven          | 2–2               | Benfica                           |
| ---------------------- | ----------------- | --------------------------------- |
| Dzsudzsák 17' Lens 25' | (2–1) Jegyzőkönyv | Luisão 45' Cardozo 63' (11-esből) |

| Philips Stadion, Eindhoven Nézőszám: 30 000 Játékvezető: Wolfgang Stark (német) |

| 2011. április 14. 21:05 |

| Twente      | 1–3               | Villarreal                              |
| ----------- | ----------------- | --------------------------------------- |
| Bajrami 32' | (1–0) Jegyzőkönyv | Rossi 59' Ruben 83' (11-esből) Cani 89' |

| De Grolsch Veste, Enschede Nézőszám: 23 000 Játékvezető: William Collum (skót) |

| 2011. április 14. 21:05 |

| SC Braga | 0–0         | Dinamo Kijiv |
| -------- | ----------- | ------------ |
|          | Jegyzőkönyv |              |

| Braga városi stadion, Braga Nézőszám: 14 893 Játékvezető: Jonas Eriksson (svéd) |

## Elődöntők
| 1. csapat | Össz.Tooltip Aggregate score | 2. csapat  | 1. mérk. | 2. mérk. |
| --------- | ---------------------------- | ---------- | -------- | -------- |
| Benfica   | 2–2 (i.g.)                   | SC Braga   | 2–1      | 0–1      |
| Porto     | 7–4                          | Villarreal | 5–1      | 2–3      |

### 1. mérkőzések
| 2011. április 28. 21:05 |

| Benfica                | 2–1               | SC Braga     |
| ---------------------- | ----------------- | ------------ |
| Jardel 50' Cardozo 59' | (0–0) Jegyzőkönyv | Vandinho 53' |

| Estádio da Luz, Lisszabon Nézőszám: 57 778 Játékvezető: Craig Thomson (Skót) |

| 2011. április 28. 21:05 |

| Porto                                        | 5–1               | Villarreal |
| -------------------------------------------- | ----------------- | ---------- |
| Falcao 49' (11-esből) 67' 75' 90' Guarín 61' | (0–1) Jegyzőkönyv | Cani 45'   |

| Estádio do Dragão, Porto Nézőszám: 44 719 Játékvezető: Björn Kuipers (holland) |

### 2. mérkőzések
| 2011. május 5. 21:05 |

| SC Braga     | 1–0               | Benfica |
| ------------ | ----------------- | ------- |
| Custódio 19' | (1–0) Jegyzőkönyv |         |

| Estádio Municipal de Braga, Braga Nézőszám: 25 384 Játékvezető: Martin Atkinson (angol) |

| 2011. május 5. 21:05 |

| Villarreal                                  | 3–2               | Porto               |
| ------------------------------------------- | ----------------- | ------------------- |
| Cani 17' Capdevila 75' Rossi 80' (11-esből) | (1–1) Jegyzőkönyv | Hulk 40' Falcao 46' |

| Estadio El Madrigal, Villarreal Nézőszám: 22 000 Játékvezető: Gianluca Rocchi (olasz) |

## Döntő
| 2011. május 18. 20:45 |

| Porto      | 1–0               | SC Braga |
| ---------- | ----------------- | -------- |
| Falcao 44' | (1–0) Jegyzőkönyv |          |

| Aviva Stadion, Dublin Nézőszám: 44 391 Játékvezető: Carlos Velasco Carballo (spanyol) |

| A 2010–2011-es Európa-liga győztese |
| ----------------------------------- |
| FC PORTO 2. cím                     |